# هاردي بويز

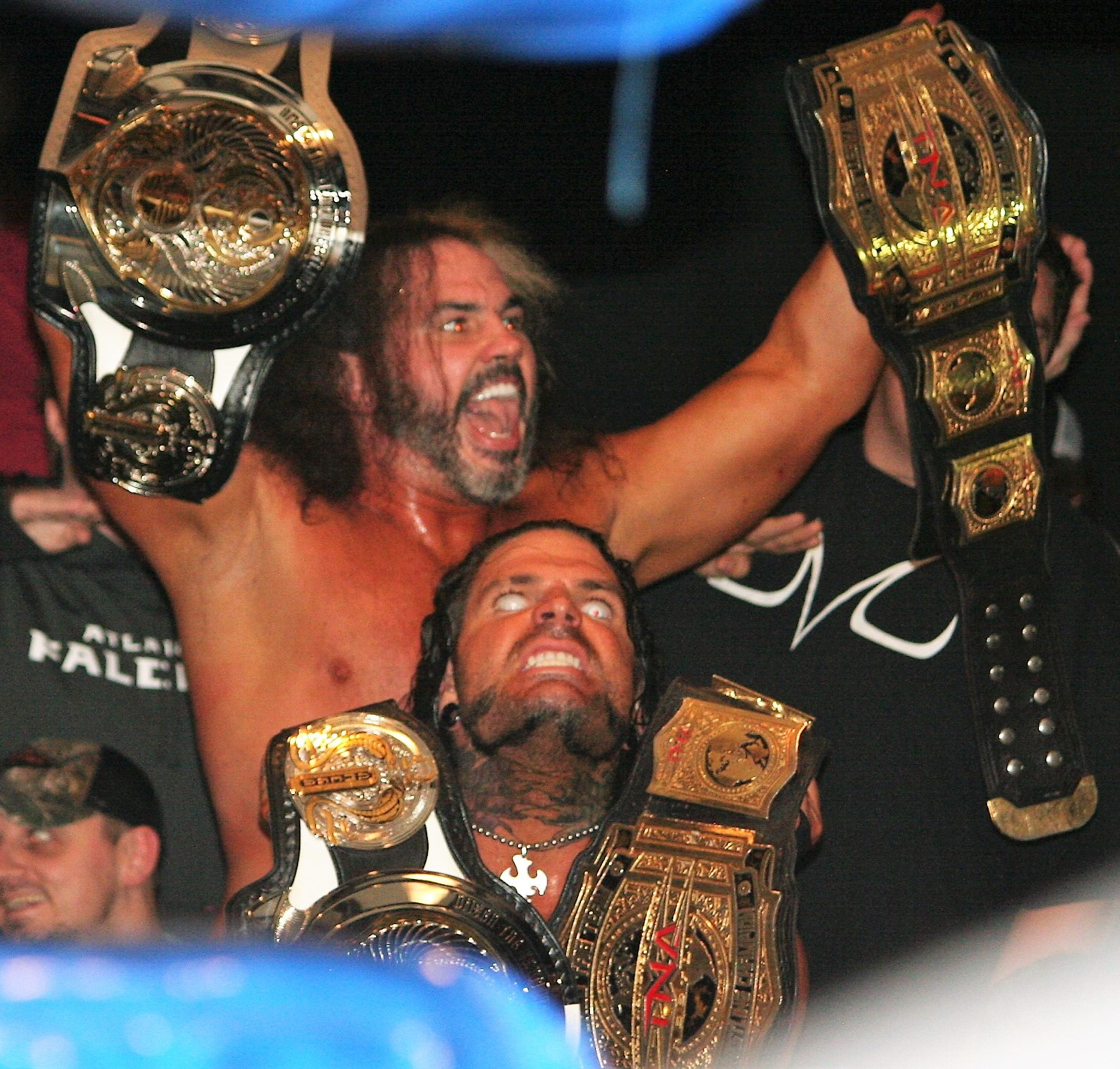
تُظهر هذه الصورة المصارعين المحترفين مات هاردي (في الأعلى) وجيف هاردي (في الأسفل) بشخصيتي "بروكن مات" و"براذر نيرو" خلال عرض مستقل لاتحاد "كارولاينا ريسلينغ فيديريشن (CWF) ميد-أتلانتيك" بتاريخ 29 يناير 2017.
ويظهر المصارعان وهما يحملان حزامي البطولة اللذين كانا بحوزتهما في ذلك الوقت: بطولة TNA للفرق (على اليسار) وبطولة أوميغا للفرق (على اليمين).

هاردي بويز، هو فريق مصارعة عالمي يضم كل من الشقيقين جيف هاردي ومات هاردي.

## وصلات خارجية
- هاردي بويز على موقع عالم المصارعة على الإنترنت (الإنجليزية)
- هاردي بويز على موقع عالم المصارعة على الإنترنت (الإنجليزية)